# Yoshio Katō
Yoshio Katō (jap. 加藤 好男 Katō Yoshio; ur. 1 sierpnia 1957) – japoński piłkarz, reprezentant kraju.

## Kariera klubowa
Od 1980 do 1993 roku występował w klubie JEF United Ichihara.

## Kariera reprezentacyjna
W reprezentacji Japonii zadebiutował w 1980. W reprezentacji Japonii występował w latach 1980-1981. W sumie w reprezentacji wystąpił w 8 spotkaniach.

## Statystyki
| Reprezentacja Japonii | Reprezentacja Japonii | Reprezentacja Japonii |
| Rok                   | Mecze                 | Gole                  |
| --------------------- | --------------------- | --------------------- |
| 1980                  | 3                     | 0                     |
| 1981                  | 5                     | 0                     |
| Razem                 | 8                     | 0                     |